# Милько, Вадим Иванович
Вади́м Ива́нович Милько́  (укр. Вадим Іванович Мілько; род. 22 августа 1986, Первома́йск, Николаевская область) — украинский футболист, полузащитник.

## Биография
Родом из Первомайска, Николаевская область. Футболом начал заниматься довольно рано — с шести лет. Его отец, Иван Милько, был профессиональным футболистом, выступал за «Кривбасс», «Таврию», херсонский «Кристалл». Сейчас он работает детским тренером. До 13 лет занимался в Первомайске, где первым тренером был его отец. Затем вместе с Олегом Допилкой и ещё несколькими ребятами поступили в киевский спортинтернат. Родители остались в Первомайске. На одном из турниров его приметили представители «Динамо» и в 2002 году попал в систему этого клуба. Меньше года выступал за третью команду, после чего добрался до второй.
Дебютировал в «Динамо-3» 25 июля 2002 года в матче «Нива» (Тернополь) — «Динамо-3» 2:3, в «Динамо-2» 18 июля 2003 года в матче против «Металлиста» (7:5).
В главной команде «Динамо» сыграл 17 июня 2007 года, это был последний 30-й тур, тогда киевляне играли вторым составом против другого столичного клуба «Арсенал» (0:1). Милько отыграл 72 минуты, после чего его заменил Денис Олейник.
Сезон 2007/08 начал в «Динамо», сыграл одну игру в 11-м туре против «Нефтяника» (0:1). Вторую половину сезона провёл играя на правах аренды за ФК «Харьков». Летом 2012 года подписал контракт с «Ворсклой».
Вадима Милько, не раз приглашали в другие клубы — «Торпедо» (Москва), «Арсенал» (Киев), «Кривбасс» (Кривой Рог). Также Милько играл молодёжной сборной Украины (ранее привлекался в состав юниорских и юношеских сборных).

## Достижения
«Динамо» (Киев)
- Чемпион Украины: 2006/07

«Динамо-2»
- Обладатель Кубка Олега Макарова: 2007